# Live Forever (canción de Liam Payne)
«Live Forever» es una canción del cantante británico Liam Payne en colaboración con el DJ Cheat Codes. Se lanzó el 6 de diciembre de 2019, a través de Capitol Records como sencillo de su primer álbum de estudio LP1.

## Antecedentes y composición
La pista fue escrita por Samuel Preston, Van Kidd Bogar y Silverster Sivertsen, mientras que la producción fue llevada a cabo por Cheat Codes, Evan Bogart y Sly. Musicalmente, es una canción EDM, pop y dance. Fue escrita en la clave de mi menor y tiene un tempo de 85 BPM. Sobre la pista Payne comentó: «Mi nuevo sencillo saldrá el mismo día que el álbum. Esta canción es muy personal ya que se trata de un amigo mío. Nos recuerda que no somos invencibles y que deberíamos disfrutar de estar con las personas que amamos».

## Presentaciones en vivo
Payne interpretó la canción en The Tonight Show Starring Jimmy Fallon el 18 de diciembre de 2019.

## Vídeo musical
El video musical se estrenó el mismo día del lanzamiento, y fue filmado en la Isla de Wight.

## Posicionamiento en listas
| Listas (2020)                   | Mejor posición |
| ------------------------------- | -------------- |
| República Checa (Rádio Top 100) | 67             |

## Historial de lanzamiento
| País        | Fecha                  | Formato                      | Versión  | Discográfica | Ref    |
| ----------- | ---------------------- | ---------------------------- | -------- | ------------ | ------ |
| Varios      | 6 de diciembre de 2019 | Descarga digital, Streaming  | Original | Capitol      | [ 3 ]  |
| Australia   | 6 de diciembre de 2019 | Contemporary hit radio       | Original | Capitol      | [ 9 ]  |
| Italia      | 10 de enero de 2020    | Contemporary hit radio       | Original | Universal    | [ 10 ] |
| Reino Unido | 18 de febrero de 2020  | Radio Hot adult contemporary | Original | Capitol      | [ 11 ] |
| Varios      | 6 de febrero de 2020   | Descarga digital, Streaming  | Remixes  | Capitol      | [ 12 ] |